# Manoir de la Bernerie
Le manoir de la Bernerie est situé à La Tour-Blanche-Cercles, en France.

## Localisation
Le manoir de la Bernerie est situé sur le territoire de Cercles, ancienne commune intégrée celle de La Tour-Blanche-Cercles, en Périgord, dans le quart nord-ouest du département de la Dordogne, en région Nouvelle-Aquitaine.

## Description
Le logis, orienté nord-est/sud-ouest, est édifié en pierre de taille et moellon de calcaire enduit ; il se compose d'un rez-de-chaussée surélevé et d'un comble à surcroît, protégés par un toit à deux pans couverts de tuiles creuses et ornementé d'un pot à feu. L'habitation est environnée de deux tours angulaires asymétriques, de plan carré, sommées d'un toit en pavillon couvert de tuiles plates. Au XVIIIe siècle, le logis a été prolongé de deux ailes en retour d'équerre flanquées au sud de deux autres tours angulaires (l'une, de 1766, a été transformée en pigeonnier, l'autre, de 1733, partiellement rasée, abrite un four à pain). La cour ferméeest accessible par une double porte cochère-piétonne côté est et d'une porte cochère en vis-à-vis de l'église Saint-Cybard côté ouest. 

## Histoire
À l'origine, il s'agissait d'une maison forte (ou d'un repaire noble) édifiée au XIVe siècle, de la châtellenie de La Tour Blanche. Le cadastre napoléonien de 1825 montre que cette habitation était environnée par des bâtiments agricoles. Le logis a été sensiblement remanié aux XVIIe et XVIIIe siècles pour lui donner son aspect actuel. 
Le manoir est répertorié à l'inventaire général du patrimoine culturel.

## Galerie

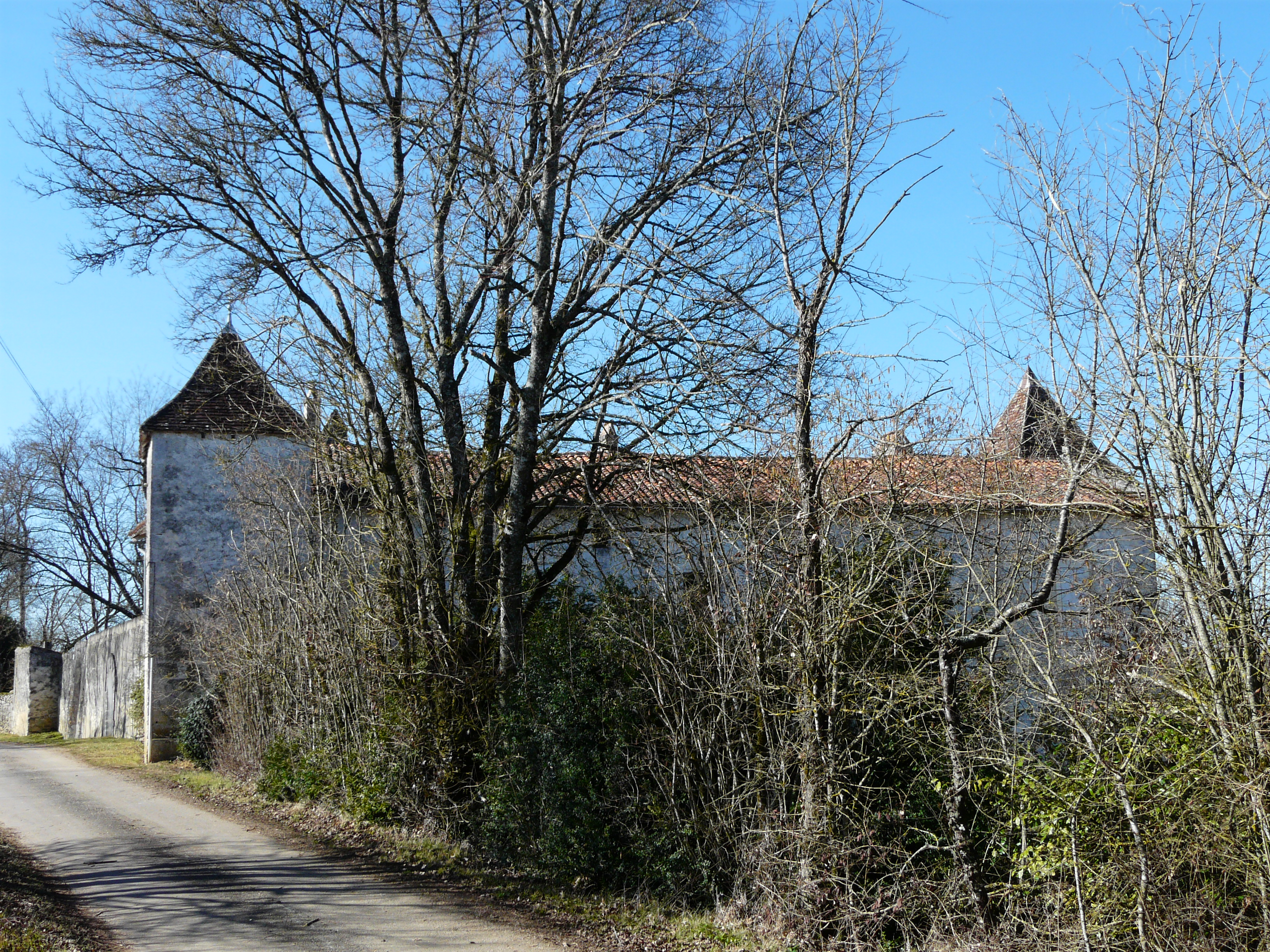
La façade nord.
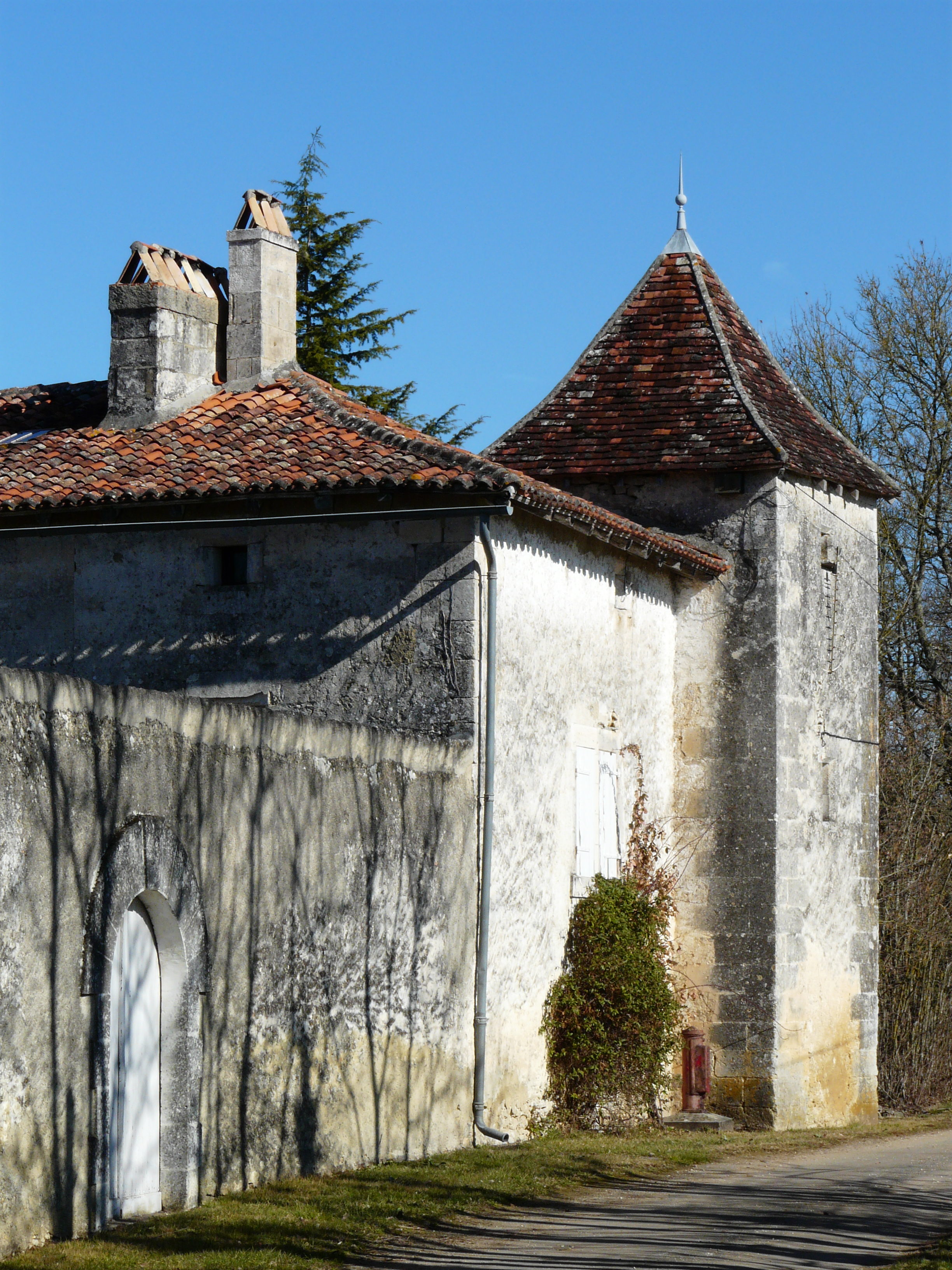
Détail de la façade orientale.
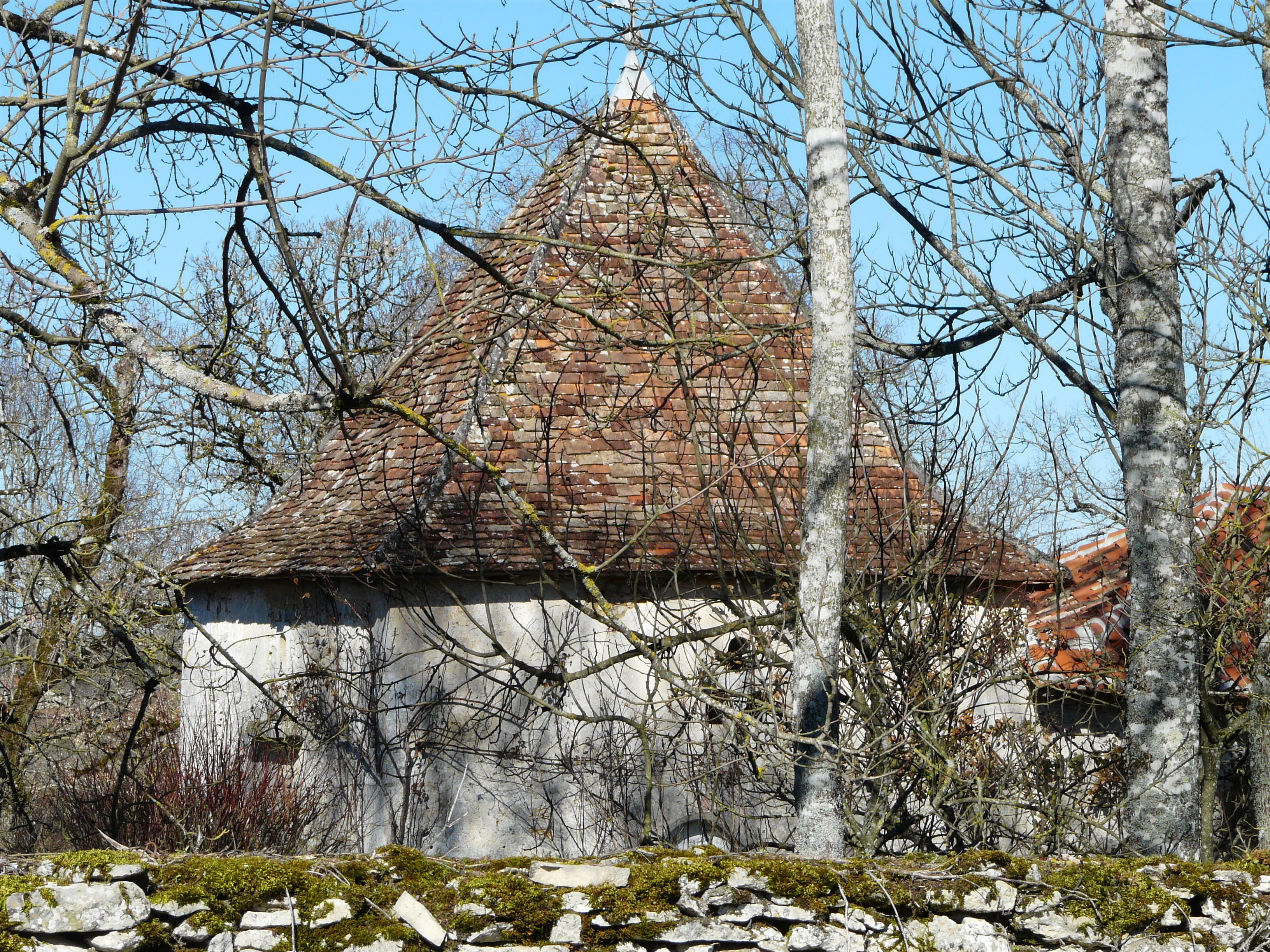
Pigeonnier du manoir.
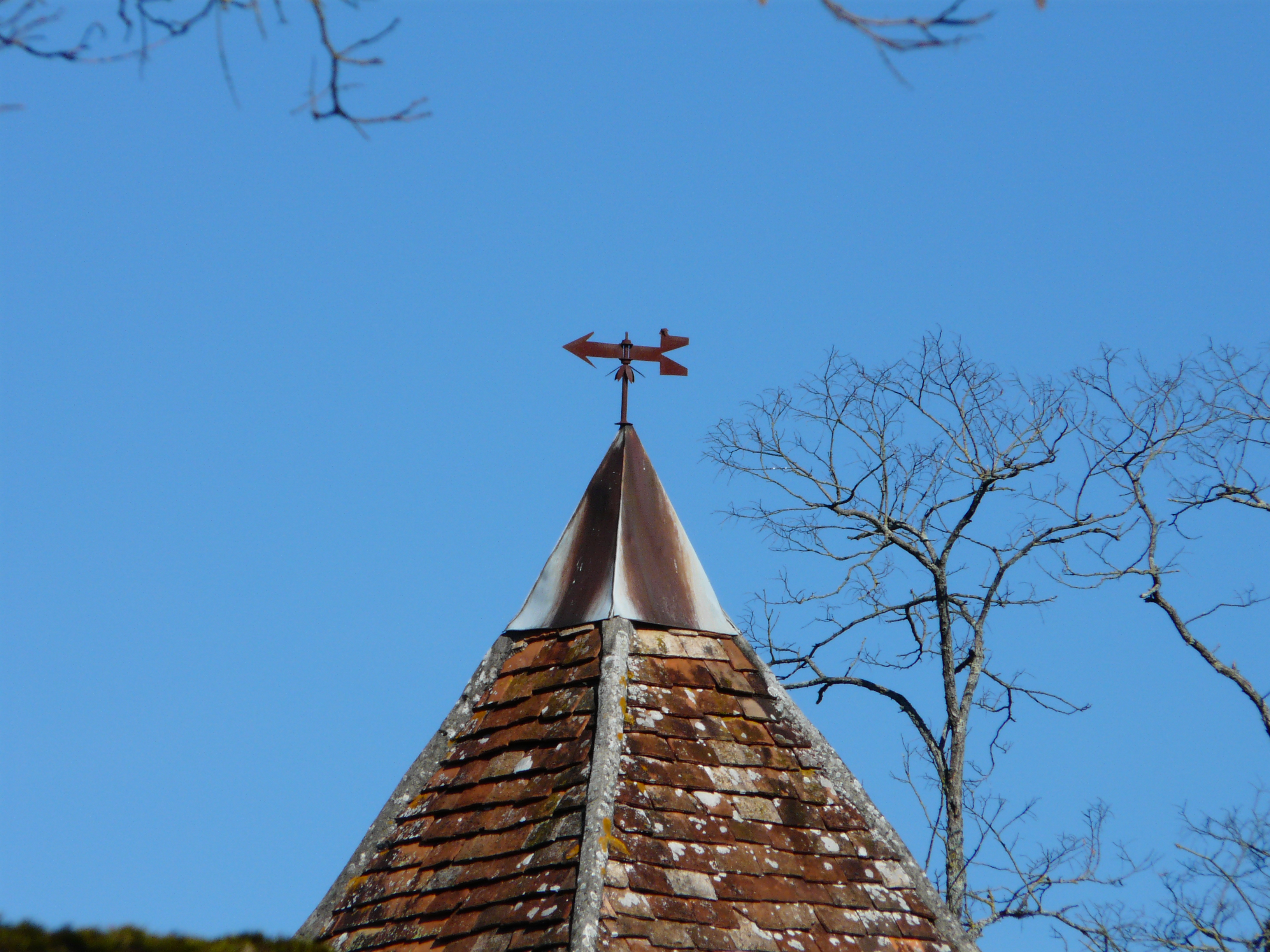
Girouette du manoir.